# Bestuurlijk centrum
Met een bestuurlijk centrum wordt een plaats of gebied aangeduid waar de bestuurlijke zaken worden gecoördineerd die betrekking hebben op het omliggende gebied dat bij dat bestuurlijk centrum hoort. Dit gebied kan bijvoorbeeld een provincie of district zijn, maar ook een gebouw binnen een stad.
Deze plaats bezit vaak een zekere mate van centraliteit of heeft een belangrijke functie binnen het gebied. Ook heeft de plaats vaak een goede infrastructuur, om daarmee de bestuurlijke taken goed uit te kunnen voeren.